# News of the World (газета)
News of the World (с англ. — «Новости мира») — британский таблоид, издавался с 1843 по 2011 год, выходил еженедельно по субботам. Позиционирован как братское издание газеты The Sun.
7 июля 2011 года Джеймс Мёрдок, сын владельца News of the World Руперта Мёрдока, объявил, что последний выпуск газеты выйдет в воскресение 10 июля 2011 года. Газета была закрыта из-за скандала с прослушкой телефонных разговоров звёзд.

## История
Тираж каждого выпуска (на март 2010 года) 2 904 566 экземпляров. Второе по тиражу англоязычное издание в мире.
Редактор Энди Коулсон вынужден был 26 января 2007 года подать в отставку после так называемого «королевского телефонного скандала».
Его сменил Колин Майлер, ранее возглавлявший Daily Mirror и работавший в New York Post.

## Скандальные публикации
- Транссексуал «Bond Girl» в фильме For Your Eyes Only (1981).[8]
- О католическом священнике Родерике Райте (1996).
- В 2000 году издание развязало антипедофильную кампанию, из-за которой пострадали однофамильцы педофилов, разоблачённых газетой[9]; среди инцидентов были зарегистрированы и атаки на жилища подозреваемых[10], и нападения на таковых[11][12]; реакция читателей вышла из под контроля[13].
- Принц Гарри пьёт и употребляет наркотики (2002).
- Дэвид Бекхэм и Ребекка Лус (2004).
- Сексуальный скандал с участием президента FIA Макса Мосли[14] (2008).
- Обладатель 14 золотых медалей курит бонг (2009).
- Чемпион мира по снукеру Джон Хиггинс спровоцирован внештатным журналистом издания на якобы участие в несуществующих договорных матчах, придуманных самой газетой[15] (2010).